# Charles Horter
Charles Horter, född den 27 april 1948 i Philadelphia, är en amerikansk seglare.
Han tog OS-brons i drake i samband med de olympiska seglingstävlingarna 1972 i München.